# Battaglia di Cividale del Friuli
La battaglia di Cividale del Friuli ebbe luogo il 27 ottobre 1917 attorno all'omonima città. Dopo lo sfondamento a Caporetto, le forze austro-ungariche e tedesche avanzarono verso il Tagliamento, affrontando dei reparti del Regio Esercito che ne ritardarono l'avanzata e permisero al grosso della 2ª e 3ª Armata di sganciarsi dall'inseguimento nemico.

## Forze in campo

### Germania
I reparti impiegati dall'esercito tedesco erano l'8º reggimento granatieri del Brandeburgo (5ª divisione di fanteria del generale Hasso Georg von Wedel), il 125º reggimento Kaiser Friedrich (26ª divisione di Eberhard von Hofacker), il 3º reggimento Jäger (200ª divisione del generale Hans von Below), un battaglione da montagna del Württemberg e due battaglioni Jäger appartenenti all'Alpenkorps (generale Ludwig von Tutschek), un reggimento bavarese della guardia e il 62º reggimento di fanteria appartenente alla 12ª divisione del generale Arnold Lequis.

### Italia
Per quello che riguarda il Regio Esercito, sul monte Mladesena era presente il primo e il terzo battaglione del 221º Reggimento della brigata "Jonio" e sul Monte dei Bovi il secondo battaglione dello stesso reggimento. Alla destra di queste posizioni era compito della brigata "Avellino", agli ordini del colonnello brigadiere Ignazio Sardi, difendere le posizioni, raggiunte dal reparto la notte del 26 ottobre. Ai piedi del monte Purgessimo sorvegliava il fronte il terzo battaglione del 232º Reggimento e sul crinale il primo battaglione dello stesso reggimento unito alla 147ª, 148ª, 360ª e 779ª compagnia mitragliatrici, mentre la cima era controllata dal 47º Reggimento e 48º reggimento della brigata "Ferrara". Il paese di Purgessimo, frazione di Cividale del Friuli, era difeso dal primo e terzo battaglione del 231º reggimento della brigata "Avellino".
Da Castelmonte (comune di Prepotto) a monte Spig erano schierati i resti delle brigate "La Spezia" e "Taro", fortemente indebolite il 24 ottobre da un attacco tedesco, e il 261º e 262º reggimento della brigata "Elba", anch'essi provati dai combattimenti avvenuti il 25 e il 26 ottobre.

Da Castelmonte allo Judrio erano presenti invece le brigate "Salerno" e il resto della "Ferrara", parte della 62ª Divisione del generale Napoleone Fochetti il cui comando era stato impostato a Castelmonte vicino a quello della 3ª Divisione, comprendente le brigate "Elba", "Arno", "Firenze", "Napoli", "Taro" e "La Spezia" e comandata da Ettore Negri di Lamporo.

## Storia
Durante la notte tra il 26 e il 27 ottobre gli italiani attestati ad Azzida fecero saltare il ponte di Ponte San Quirino (frazione di San Pietro al Natisone) per timore di un'infiltrazione tedesca. Poco prima dell'alba del 27 ebbe inizio l'operazione tedesca: un battaglione del 62º reggimento sarebbe dovuto avanzare sulla riva sinistra del Natisone affiancato nella riva opposta dal battaglione del Württemberg, in contemporanea con l'attacco dell'Alpenkorps e di parte della 12ª divisione diretto contro Monte dei Bovi, monte Mladesena e monte Craguenza. Prendere Azzida era invece compito di un battaglione Jäger.

### La cattura di Azzida, monte Mladesena e Monte dei Bovi
Proprio quest'ultima città, difesa da parte del 222º Reggimento del colonnello Sebastiano Costa, fu facilmente presa dai soldati tedeschi che colsero totalmente di sorpresa i difensori e che respinsero il primo battaglione del 231º Reggimento italiano accorso in aiuto.
Contemporaneamente iniziò l'attacco contro il monte Mladesena e il monte Craguenza. Metà battaglione del Württemberg diresse contro il Craguenza lungo il fianco destro del fronte, due battaglioni del reggimento bavarese della guardia puntarono su Spignon (oggi frazione di Pulfero) e reparti Jäger si schierarono sulla sinistra per prendere il Mladesena. Alle 8:30 Monte dei Bovi era già in mano tedesca così come il comandante del primo battaglione del 221º Reggimento italiano, maggiore Adolfo Buscemi, mentre il Mladesena si arrese verso mezzogiorno.

Gli obiettivi erano molto importanti, perché ai tedeschi fu ordinato di raggiungere Cividale del Friuli dopo aver superato gli italiani, che però bloccarono l'avanzata a Purgessimo grazie alla 360ª Compagnia mitraglieri comandata dal tenente Camillo Tosatti.

### I combattimenti sul Purgessimo e la presa di Cividale del Friuli
Sempre all'alba nel frattempo era iniziata la manovra (partita da nord) del 125º reggimento Kaiser Friedrich verso monte Purgessimo, attaccato da ovest anche dal 3º reggimento Jäger, anche se il generale Eberhard von Hofacker aveva vietato al colonnello Ralf von Rango, comandante dell'unità, di eseguire tale azione. La zona era difesa dal 222º Reggimento italiano. Non appena i tedeschi partirono all'attacco, la 360ª Compagnia mitraglieri di Tosatti li costrinse a ripiegare, ma presto tornarono all'attacco riuscendo a sopraffare, verso le 9:30, il primo battaglione italiano che difendeva la base del Purgessimo e il suo comandante, tenente Ludovico Luppi.

La brigata "Jonio" mandò il secondo battaglione del 231º Reggimento come rinforzo, che però cadde in un'imboscata riuscendo ad avere la meglio dell'avversario solo dopo duri combattimenti terminati alle 10:30. I tedeschi, che si vedevano la via per Cividale bloccata dalle mitragliatrici sul Purgessimo, occuparono Ponte San Quirino e iniziarono a colpire le posizioni italiane costringendole al silenzio, anche se la cima del monte era ancora in mano alla brigata "Ferrara".

Alle ore 14:00, dopo che i tedeschi si erano impossessati del villaggio di Purgessimo e proseguivano per Carraria (un sobborgo di Cividale del Friuli), Ermenegildo Padovin, comandante della "Ferrara", diede ordine al 47º Reggimento di posizionarsi sulla strada che dal villaggio sale al monte, mentre il 48º Reggimento era già in contatto con i tedeschi che cercavano di scalare il monte da molteplici direzioni. Col tempo la situazione si aggravò e alle 16:50 un superstite della brigata "La Spezia" fa sapere a Padovin che la brigata "Milano", arrivata il giorno prima in aiuto e posta alla destra del 48º Reggimento di fanteria, era stata sopraffatta dai tedeschi; alle 17:00 cedette anche la "Jonio" sulla sinistra cosicché la "Ferrara" rimase quasi completamente accerchiata. A questo punto, senza più riserve con cui tentare un contrattacco, Padovin ordinò la ritirata verso un varco non ancora controllato dal nemico, ma i tedeschi resero la vita dura agli italiani e alle 18:00, quando ormai non si sparava più, solo pochi riuscirono a mettersi in salvo (tra cui lo stesso Padovin). Intanto, alle 16:00 Cividale del Friuli era già in mano alle truppe dell'imperatore Guglielmo II di Germania, che avevano sfruttato un ponte rimasto intatto a Grupignano, poco a sud-ovest rispetto alla città.

### Battaglia a monte Spig
Ad occuparsi di monte Spig ci pensò l'8º reggimento granatieri del Brandeburgo alle 4:15 del 27 ottobre. Contro di loro erano posizionati circa 500-600 fanti della 3ª Divisione italiana, senza munizioni e rapidamente circondati e colpiti dal fuoco dell'artiglieria nemica. Il 261º Reggimento della "Elba" tentò un contrattacco durante il quale perse il comandante, maggiore Vincenzo Giardina, così riparò sulla difensiva in cima al monte.

Poco dopo mosse in aiuto un battaglione della brigata "Milano" con casse di preziose munizioni. Intanto il capitano Luigi Gritti, nuovo comandante del 261º Reggimento, respinse verso le 8:00 un tentativo tedesco di infiltrazione, e circa due ore dopo si dovette procedere a sloggiare i tedeschi che minacciavano con una mitragliatrice un fianco dell'ormai decimato reggimento. Quando la situazione diventò via via sempre più critica, Gritti ordinò di raggiungere lo Judrio a valle, ma i tedeschi presero tutti prigionieri, stessa sorte toccata al battaglione della Milano che stava accorrendo in aiuto.
Alle 9:00 altri due battaglioni della "Milano", facenti parte del 160º Reggimento del colonnello Franchino De Franchi, contrattaccarono al monte Spig riuscendo un'ora e mezza dopo ad impostare una nuova linea difensiva su cui i soldati del Brandeburgo si infransero fino alle 16:00 del pomeriggio quando accerchiarono la posizione. Gli italiani furono presi in massima parte prigionieri, mentre chi riuscì a raggiungere Castelmonte dovette cedere le armi qualche minuto dopo.
Se le posizioni al Purgessimo poterono resistere fino al pomeriggio, ritardando la presa di Cividale del Friuli, fu anche grazie alla resistenza dei reparti che difesero monte Spig.